# Ovidiu Petre
Ovidiu Petre (n. 22 martie 1982, București) este un fotbalist român retras din activitate. În prezent îndeplinește funcția de analist video la FCSB. A evoluat în carieră printre altele la FC Național București, Steaua București sau Galatasaray Istanbul, precum și în selecționata României.
Petre a ratat EURO 2008 din cauza unei accidentări în cantonamentul naționalei din Turcia la un meci de volei. Nu este fratele mai mic al jucătorului Ciprian Petre de la Gaz Metan Mediaș.Acesta și-a încheiat cariera în anul 2015 la FC Politehnica Timișoara.
În martie 2008 a primit Medalia „Meritul Sportiv” clasa a III-a, din partea președintelui României, Traian Băsescu, deoarece a făcut parte din reprezentativa României care a obținut calificarea la EURO 2008.

## Performanțe internaționale
A jucat pentru echipele Steaua București și Galatasaray S.K. în grupele UEFA Champions League, contabilizând 20 meciuri în această competiție și reușind să marcheze două goluri pentru Steaua București.
A avut mari probleme cu accidentările fiind accidentat 40% din timpul petrecut la Steaua .
- Debut în Divizia A: 22.04.2000, Rapid București - FC Național București 3-2
- Cluburi la care a evoluat: FC Național (1999-2004), Galatasaray Istanbul (2003-2005), Poli AEK Timișoara (2004-2007), Steaua București (2006-prezent)
- Meciuri / goluri în Divizia A: 139 - 10
- Meciuri / goluri în Turkcell Süper Lig (Turcia): 26-1
- Debut în echipa națională: 17.04.2002: Polonia - România 1-2
- Meciuri / goluri în echipa națională: 23 - 1
- Meciuri / goluri în UEFA Champions League : 20 - 2
- Meciuri / goluri în Cupa UEFA : 10 - 0

## Titluri
| Sezon     | Club             | Titlu              |
| --------- | ---------------- | ------------------ |
| 2004-2005 | Galatasaray S.K. | Cupa Turciei       |
| 2006      | Steaua București | Supercupa României |